# Lithraea
Lithraea is een geslacht uit de pruikenboomfamilie (Anacardiaceae). De soorten uit het geslacht komen voor in Mexico en van in Bolivia tot in zuidelijk Zuid-Amerika.

## Soorten
- Lithraea brasiliensis Marchand
- Lithraea caustica (Molina) Hook. & Arn.
- Lithraea molleoides (Vell.) Engl.

... · 
Anacardium · 
Bouea · 
Buchanania · 
Cotinus · 
Mangifera · 
Pistacia (Pistache) · 
Protorhus · 
Rhus · 
Schinus · 
Sclerocarya · 
Sorindeia · 
Spondias · 
Toxicodendron · 
...